# Archisotoma brucei
Archisotoma brucei is een springstaartensoort uit de familie van de Isotomidae. De wetenschappelijke naam van de soort is voor het eerst geldig gepubliceerd in 1907 door Carpenter als  Isotoma brucei.